# Lathromeris cecidomyiiae
Lathromeris cecidomyiiae is een vliesvleugelig insect uit de familie Trichogrammatidae. De wetenschappelijke naam is voor het eerst geldig gepubliceerd in 1994 door Viggiani & Laudonia.